# Narciso Soldan
Narciso Soldan (Nervesa della Battaglia, 11 dicembre 1927 – Conegliano, 30 luglio 1987) è stato un allenatore di calcio e calciatore italiano, di ruolo portiere.
Dal 1º maggio 2006 lo Stadio Comunale di Conegliano è intitolato alla sua memoria.

## Carriera

### Giocatore

#### Club
Soldan cominciò a giocare a pallone a 19 anni, e fu scoperto dal Vittorio Veneto di Enrico Colombari, negli anni in cui la prima squadra vittoriese militava in Serie C.
Nella prima stagione viene girato in prestito per un anno alla squadra del paese natio, il FC Nervesa.
Dopo due stagioni col Vittorio Veneto (una in Serie C e l'altra in Promozione Interregionale IV livello), Colombari lo portò a Milano in visione a Giulio Cappelli, allenatore dell'Inter.
Giocò quindi due stagioni a Milano nelle file dell'Inter, in Serie A, per poi passare al Catania in Serie B, disputando nel secondo anno di permanenza uno spareggio per la promozione (Legnano–Catania 4-1).
Si ripresentò nuovamente in Serie A con le maglie di Torino e Triestina.
Nel 1956 tornò a Milano, questa volta sulla sponda rossonera, dove restò per tre stagioni disputando 47 partite. Con la maglia del Milan conquistò due scudetti (1956-1957 e 1958-1959) e disputò da titolare la finale della Coppa dei Campioni 1957-1958 contro il Real Madrid, persa 3-2 ai tempi supplementari. Partecipò anche all'ultima edizione della Coppa Latina nel 1957, ottenendo con la squadra un terzo posto. Selezionato per una rappresentativa mista di giocatori italiani, giocò e vinse per la prima volta la Coppa dell'Amicizia italo-francese 1959. 
Nella stagione 1959-1960 conquistò una promozione in Serie A con il Torino, vincendo ancora la Coppa dell'Amicizia italo-francese 1960. Dopo due anni a Torino chiuse la carriera, nelle file del Treviso, in Serie C.

#### Nazionale
Il 1º maggio 1951, a Padova, venne convocato per un allenamento della squadra olimpica che avrebbe dovuto prendere parte ai Giochi olimpici di Helsinki del 1952.

### Allenatore
Appese le scarpe al chiodo, allenò le squadre giovanili del Vittorio Veneto, del Conegliano e quindi del Belluno. Nel 1969 conseguì l'abilitazione come allenatore di seconda categoria. Dalla stagione 1973-74 allenò la prima squadra del Conegliano in Serie D, del Portogruaro e poi ancora Belluno, in Promozione.
Dalla stagione 1981-1982 alla 1985-1986 allenò i portieri dell'Udinese, per dare poi le dimissioni per motivi di salute, dovuti alla sclerosi laterale amiotrofica, circa un anno prima della sua morte.

## Statistiche

### Presenze e reti nei club
| Stagione        | Club            | Campionato      | Campionato      | Campionato | Campionato |
| Stagione        | Club            | Class           | Comp            | Pres       | Reti       |
| --------------- | --------------- | --------------- | --------------- | ---------- | ---------- |
| 1947-1948       | Vittorio SMC    | 3º              | C               |            |            |
| 1948-1949       | Vittorio SMC    | 7º              | Prom. Interreg. |            |            |
| 1949-1950       | Inter           | 3º              | A               | 21         |            |
| 1950-1951       | Inter           | 2º              | A               | 21         |            |
| 1951-1952       | Catania         | 4º              | B               | 34         |            |
| 1952-1953       | Catania         | 3º              | B               | 34         |            |
| 1953-1954       | Torino          | 9º              | A               | 27         |            |
| 1954-1955       | Triestina       | 14º             | A               | 27         |            |
| 1955-1956       | Triestina       | 16º             | A               | 27         |            |
| 1956-1957       | Milan           | 1º              | A               | 17         |            |
| 1957-1958       | Milan           | 9º              | A               | 11         |            |
| 1958-1959       | Milan           | 1º              | A               | 8          |            |
| 1959-1960       | Torino          | 1º              | B               | 32         |            |
| 1960-1961       | Torino          | 12º             | A               | 9          |            |
| 1961-1962       | Treviso         | 13º             | C               | 22         |            |
| Totale carriera | Totale carriera | Totale carriera | Totale carriera | 290        |            |

### Allenatore
| Stagione  | Club                      | Campionato | Campionato |
| Stagione  | Club                      | Class      | Comp       |
| --------- | ------------------------- | ---------- | ---------- |
| 1964-1965 | San Martino di Conegliano |            | Oratorio   |
| 1965-1966 | San Martino di Conegliano |            | Oratorio   |
| 1966-1967 | Vittorio Veneto           |            | Giovanili  |
| 1967-1968 | Conegliano                |            | Giovanili  |
| 1968-1969 | Conegliano                |            | Giovanili  |
| 1969-1970 | Conegliano                |            | Giovanili  |
| 1970-1971 | Conegliano                |            | Giovanili  |
| 1971-1972 | Belluno                   |            | Giovanili  |
| 1972-1973 | Belluno                   |            | Giovanili  |
| 1973-1974 | Conegliano                | 10º        | D          |
| 1974-1975 | Conegliano                | 12º        | D          |
| 1975-1976 | Conegliano                | 4º         | D          |
| 1976-1977 | Conegliano                | 5º         | D          |
| 1977-1978 | Conegliano                | 3º         | D          |
| 1978-1979 | Portogruaro               | 7º         | Prom.      |
| 1979-1980 | Belluno                   | 9º         | Prom.      |
| 1980-1981 | Belluno                   | 2º         | Prom.      |
| 1981-1982 | Udinese                   | 11º        | A          |
| 1982-1983 | Udinese                   | 6º         | A          |
| 1983-1984 | Udinese                   | 9º         | A          |
| 1984-1985 | Udinese                   | 12º        | A          |
| 1985-1986 | Udinese                   | 13º        | A          |

## Palmarès

### Club

#### Competizioni nazionali
- Campionato italiano: 2

Milan: 1956-1957, 1958-1959
- Campionato italiano di Serie B: 1

Torino: 1959-1960

#### Competizioni internazionali
- Coppa dell'Amicizia: 2  (non ufficiale)

Milan: Coppa dell'Amicizia italo-francese 1959
Torino: Coppa dell'Amicizia italo-francese 1960